# Iman
Iman (jej imię po arabsku Iimaan Maxamed ʿAbdulmajiid, ايمان محمد عبد المجيد oznacza ‘wiarę’), właściwie Iman Mohamed Abdulmajid (ur. 25 lipca 1955 w Mogadiszu) – somalijsko-amerykańska modelka i aktorka.

## Życiorys

### Wczesne lata
Córka somalijskiego ambasadora w Arabii Saudyjskiej Mohameda Abdulmajida i lekarki ginekolog Marian, dorastała z braćmi – Eliasem i Feisalem, oraz z dwiema młodszymi siostrami – Idil i Nadią. Zbierała oklaski, gdy mając 5 lat mówiła w pięciu językach. Po ukończeniu szkoły średniej w Egipcie, studiowała nauki polityczne na Uniwersytecie w Nairobi, gdzie w 1975 roku dostrzegł ją amerykański fotograf Peter Beard.

### Kariera
Jej pierwsza praca jako modelki rozpoczęła się w 1976 roku dla amerykańskiego magazynu Vogue. Podpisała międzynarodowe kontrakty z agencjami w Londynie, Hamburgu i Nowym Jorku. Odbywała sesje zdjęciowe dla międzynarodowych wydań Elle i Cosmopolitan. Współpracowała z takimi projektantami mody światowej sławy jak: Yves Saint Laurent, Versace, Calvin Klein, Valentino, Thierry Mugler, Kenzo i Donna Karan. Brała udział w kampaniach reklamowych, m.in.: Escada, Revlon i New York & Company.
W 1979 zadebiutowała w roli aktorskiej jako Sarah w thrillerze Otto Premingera Czynnik ludzki (The Human Factor, 1979) z udziałem Richarda Attenborough, Johna Gielguda, Dereka Jacobi i Roberta Morleya. Rok później pojawiła się w niewielkiej roli Sufi Leader w dramacie Jamesa Ivory Jane Austen na Manhattanie (Jane Austen in Manhattan, 1980) u boku Anne Baxter, Roberta Powella i Sean Young. Razem z Janice Dickinson była modelką w dramacie sensacyjnym Zdemaskowanie (Exposed, 1983) u boku Nastassji Kinski, Rudolfa Nuriejewa, Harveya Keitela, Iana McShane’a, Tony’ego Sirico, Bibi Andersson i Jamesa Russo. W roku 1985 jej zdjęcia znalazły się w kalendarzu Pirelli.
Wystąpiła potem jako Dakota w jednym z odcinków („Back In The World”) serialu NBC Policjanci z Miami (Miami Vice, 1985) i jako Montgomery w sitcomie NBC Bill Cosby Show (1985). Zagrała drugoplanową postać Mariammo w adaptacji powieści Karen Blixen Pożegnanie z Afryką (Out of Africa, 1985) w reż. Sydneya Pollacka z Meryl Streep. Następnie wystąpiła w roli Niny Beka, koleżanki głównej bohaterki granej przez Sean Young w dreszczowcu Rogera Donaldsona Bez wyjścia (No Way Out, 1987) u boku Kevina Costnera i Gene’a Hackmana. Znalazła się w obsadzie komedii Miłość i pieniądze (Surrender, 1987) z Sally Field i Michaelem Caine’em, komedii Prywatka 2 (House Party 2, 1991), komediodramacie Micka Jacksona Historia z Los Angeles (L.A. Story, 1991) ze Steve’em Martinem, szóstej odsłonie sagi Nicholasa Meyera Star Trek VI: Wojna o pokój (Star Trek VI: The Undiscovered Country, 1991) z Williamem Shatnerem, komedii Garry’ego Marshalla Ucieczka do Edenu (Exit to Eden, 1994) oraz telefilmie TNT Jądro ciemności (Heart of Darkness, 1993) z Johnem Malkovichem i Timem Rothem.
W 1992 roku zagrała żonę faraona (Eddie Murphy) w teledysku Michaela Jacksona – „Remember the Time”.
W roku 1994 założyła przedsiębiorstwo kosmetyczne ‘IMAN Cosmetics’ i ‘Skincare Collection’.
W 2000 roku odniosła sukces spółką akcyjną ‘I-IMAN Makeup’. Wspomaga fundacje ‘Głos matki’, ‘Action Against Hunger’, ‘The Children’s Defense Fund’ i 'The All Children Foundation’.

### Życie prywatne
Kiedy miała osiemnaście lat, 28 czerwca 1973 wyszła po raz pierwszy za mąż za Somalijczyka, lecz 25 maja 1975 małżeństwo zakończyło się, gdy przeniosła się do USA i rozpoczęła karierę modelki. 18 listopada 1977 wzięła ślub z koszykarzem NBA Spencerem Haywoodem, z którym ma córkę Zulekhę (ur. 5 lipca 1978). Jednak 13 lutego 1987 doszło do rozwodu.
24 kwietnia 1992 wyszła po raz trzeci za mąż za angielskiego muzyka i wokalistę Davida Bowiego. Ceremonia ślubna miała charakter prywatny i odbyła się w Lozannie, w Szwajcarii, natomiast przyjęcie weselne odbyło się później (6 czerwca 1992 roku we Florencji we Włoszech). Ma z nim córkę Alexandrię Zahrę Jones (ur. 15 sierpnia 2000). Została również macochą reżysera filmowego Duncana Jonesa (ur. 30 maja 1971), syna Bowiego z poprzedniego małżeństwa. Wraz z rodziną pierwotnie mieszkała na Manhattanie i w Londynie. Owdowiała, gdy Bowie zmarł 10 stycznia 2016 na raka wątroby.